# Panta rei
Para la escultura de la Plaza del Siglo, en Málaga, ver Panta rei (Escultura)

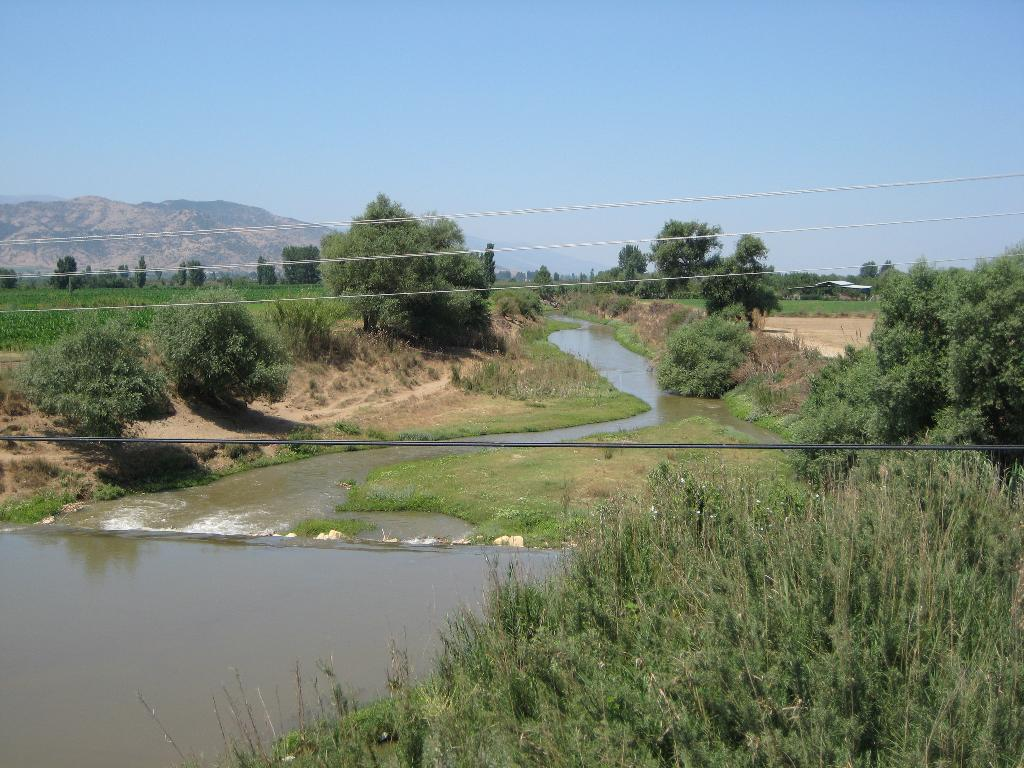
"No es posible bañarse dos veces en el mismo río."

Panta rei (Πάντα ῥεῖ; "Τodo fluye" en griego clásico) es un concepto atribuido por Platón al filósofo presocrático Heráclito, que esquematiza su supuesta opinión de que todo está en cambio continuamente.